# チニダゾール
チニダゾール（Tinidazole）は、原虫感染症に使用されるニトロイミダゾール系抗寄生虫薬である。嫌気性アメーバおよび細菌感染の様々な治療薬として、欧州および発展途上国で広く知られている。
WHOの必須医薬品リストに掲載されている。

## 効能・効果
- トリコモナス腟炎[4]／トリコモナス症[5]

チニダゾールは、メトロニダゾール不耐応の場合の代替薬となり得る。チニダゾールは、ヘリコバクター・ピロリ、アメーバ赤痢、ジアルジア症、トリコモナス膣炎等の治療に使用される。

## 副作用
先発品が販売終了しており、日本での副作用発生状況を知る資料は無い。
重篤な副作用として、易感染性、出血傾向、不静穏性、痙攣発作、腕や足の痺れや痛み、アレルギー反応等が挙げられる。長期間または繰り返し使用すると、鵞口瘡（口腔カンジダ症）やカンジダ膣炎を発症し得る。
チニダゾール服用中の飲酒は、吐き気、嘔吐、頭痛、血圧上昇、顔面紅潮、息切れ等の不快なジスルフィラム様反応を引き起こす。

## 薬物動態
排泄半減期は13.2±1.4時間、血漿中半減期は12～14時間である。

## 参考資料
1. ↑  “KEGG DRUG: チニダゾール”. www.kegg.jp. 2022年1月15日閲覧。
2. ↑  “Imidazole and Derivatives.”. In Ullmann's Encyclopedia of Industrial Chemistry. Wiley-VCH. (2002). doi:10.1002/14356007.a13_661. ISBN 3527306730
3. ↑   World Health Organization model list of essential medicines: 22nd list (2021). Geneva: World Health Organization. (2021). hdl:10665/345533. WHO/MHP/HPS/EML/2021.02
4. ↑  “**チニダゾール腟錠200mg「F」添付文書”. www.info.pmda.go.jp. 2022年1月15日閲覧。
5. ↑  “チニダゾール錠200mg「F」／チニダゾール錠500mg「F」添付文書”. www.info.pmda.go.jp. 2022年1月15日閲覧。
6. ↑  “Nitroimidazole drugs--action and resistance mechanisms. I. Mechanisms of action”. The Journal of Antimicrobial Chemotherapy 31 (1):  9–20. (January 1993). doi:10.1093/jac/31.1.9. PMID 8444678.
7. 1 2  “Tindamax Oral: Uses, Side Effects, Interactions, Pictures, Warnings & Dosing - WebMD” (英語). www.webmd.com. 2022年1月15日閲覧。